# Spoon Island (wyspa w Nowej Szkocji)
Spoon Island – wyspa (island) w kanadyjskiej prowincji Nowa Szkocja, w hrabstwie Pictou, w zatoce Big Gut; nazwa urzędowo zatwierdzona 23 czerwca 1966.